# Mordecai Cubitt Cooke
Mordecai Cubitt Cooke ( 12 de julio de 1825- 12 de noviembre de 1914, Southsea, Hants) fue un botánico y micólogo inglés.
Cooke venía de una familia de mercantiles en Horning, Norfolk, y trabaja de aprendiz en una factoría antes de ser empleado en un estudio de abogados, aunque su interés era la Botánica.
En 1862 funda la Society of Amateur Botanists. Y enseña Historia natural en la "Escuela Nacional Santa Trinidad, en Lambeth, y posteriormente será curador del "Museo de India" en la India Office de 1860 a 1879. En 1879 cuando las colecciones botánicas del Museo de India se transfieren al Real Jardín Botánico de Kew, Cooke va con ellas.
En 1902 recibe la Medalla Victoria de Horticultura, de honor por parte de la Real Sociedad de Horticultura; y la Linneana de la Sociedad linneana de Londres en 1903.
Recibió varios galardones y diplomas honorario por su obra, primariamente con hongos, un Master of Arts de la St. Lawrence University en 1870, un MsArts de la Universidad de Yale en 1873 y un doctorado de la Universidad de Nueva York.
Junto con Edward Step (1855-1931), publicó el mensuario Hardwicke's Science Gossip: A Monthly Medium of Interchange & Gossip for Students & Lovers of Nature de 1865 a 1893. Y de 1872 a 1894 Cooke también edita, Grevillea, a monthly record of cryptogamic botany and its literature, una revista periódica especiela para estudiosos ed musgos.

## Algunas publicaciones
- The Seven Sisters of Sleep. Popular history of the seven prevailing narcotics of the world. James Blackwood, London, 1860
- A Manual of Structural Botany: for the use of classes, schools, & private students ... With upwards of 200 illustrations by Ruffle (Robert Hardwicke. Londres, 1861, nueva ed. de 1877
- A Manual of Botanic Terms ... With illustrations. Robert Hardwicke, Londres, 1862, nueva ed. 1873
- A Plain and Easy Account of British Fungi: with descriptions of the esculent and poisonous species ... With twenty-four coloured plates. Robert Hardwicke, Londres, 1862, nueva ed. 1866, rn 1876, 5.ª edición 1884, 6.ª ed. 1898
- Index Fungorum Britannicorum. A complete list of fungi found in the British Islands to the present date, etc.. Robert Hardwicke, London, 1863
- Our Reptiles. A plain and easy account of the lizards, snakes, newts, toads, frogs, and tortoises indigenous to Great Britain. With original figures of every species, and numerous woodcuts (Robert Hardwicke, Lond. 1865, nueva ed. en 1893 W.H. Allen & Co., Lond.
- Rust, smut, mildew, & mould. An introduction to the study of microscopic fungi (Robert Hardwicke, Lond. 1865, nueva ed. 1870, nueva ed. 1878, nueva ed. 1886
- A Fern Book for Everybody. Containing all the British ferns. With the foreign species suitable for a fernery (Robert Hardwicke, Lond. 1867
- One Thousand Objects for the Microscope, etc. (Robert Hardwicke, London, 1869, new edition 1895, new edition 1900 Frederickk Warne & Co., London et New York)
- Handbook of British Fungi, with full descriptions of all the species and illustrations of the genera (dos vols. Macmillan & Co. Lond. & New York, 1871, nueva ed. 1883).
- Report on the Gums, Resins, Oleo-Resins, and Resinous Products in the India Museum, or produced in India. Prepared under the direction of the Reporter on the Products of India. Lond. 1874
- Fungi: their nature, influence, and uses (Lond. 1875, 3.ª ed. 1883, 5.ª edición 1894, nueva ed. 1920 K. Paul
- Report on the Oil Seeds and Oils in the India Museum, or produced in India. Prepared under the direction of the Reporter on the Products of India (Lond. 1876
- The Woodlands (Society for Promoting Christian Knowledge, Lond. 1879
- Mycographia, seu Icones fungorum. Figures of fungi from all parts of the world, drawn and illustrated by M. C. Cooke (Williamsz & Norgate, London, 1875 and 1879).
- Ponds and Ditches (Society for Promoting Christian Knowledge, London, 1880
- Freaks and Marvels of Plant Life; or, Curiosities of vegetation (Society for Promoting Christian Knowledge, London, 1881)
- Illustrations of British Fungi... To serve as an atlas to the “Handbook of British Fungi” (huit volumes, Williams & Norgate, London, 1881 à 1891).
- British Fresh-Water Algæ. Exclusive of Desmidieæ and Diatomaceæ, etc. (deux volumes, Williams & Norgate, London, 1882-1884)
- British Desmids. A supplement to British Fresh-Water Algæ, etc. (Williams & Norgate, London, 1887)
- Toilers in the Sea. A study of marine life (Society for Promoting Christian Knowledge, London, 1889)
- Introduction to Fresh-Water Algæ with an enumeration of all the British species ... With thirteen plates, etc. (London, 1890).
- British Edible Fungi: how to distinguish and how to cook them, etc.. Kegan Paul, Trench, Trübner & Co., Londres, 1891
- Vegetable Wasps and Plant Worms. A popular history of entomogeneous fungi or fungi parasitic upon insects... With... illustrations. Society for Promoting Christian Knowledge, London, 1892
- Romance of Low Life amongst Plants. Facts and phenomena of cryptogamic vegetation (Society for Promoting Christian Knowledge, Lond. 1893
- Handbook of British Hepaticae, etc.. W.H. Allen & Co., Lond. 1894
- Edible and Poisonous Mushrooms. Society for Promoting Christian Knowledge, Lond. 1894, reeditado en 1902).
- Down the Lane and back, in search of wild flowers. By Uncle Matt. T. Nelson & Sons, Lond. 1895
- Through the Copse. Another ramble after flowers with Uncle Matt (T. Nelson & Sons, Lond. 1895
- Around a Cornfield, in a ramble after wild flowers. By Uncle Matt (T. Nelson & Sons, London, 1895
- Across the Common, after wild flowers. By Uncle Matt (T. Nelson & Sons, London, 1895
- A Stroll on a Marsh, in search of wild flowers. By Uncle Matt (T. Nelson & Sons, London, 1895
- Introduction to the Study of Fungi: their organography, classification, and distribution. For the use of collectors (Adam & Charles Black, London, 1895
- Object-Lesson Handbooks to accompany the Royal Portfolio of Pictures and Diagrams (T. Nelson & Sons, London, 1897-1898
- Introduction to fresh water algae (K. Paul, 1902).
- Fungoid Pests of Cultivated Plants (Spottiswoode & Co., London, 1906
- La abreviatura «Cooke» se emplea para indicar a Mordecai Cubitt Cooke como autoridad en la descripción y clasificación científica de los vegetales.[1]